# Brzeżno (gmina)
Brzeżno (do końca 1993 gmina Brzeźno) – gmina wiejska w Polsce położona w województwie zachodniopomorskim, w południowo-zachodniej części powiatu świdwińskiego. Siedzibą gminy jest wieś Brzeżno (do 26 września 1993 Brzeźno).
Według danych z 31 grudnia 2016 r. gmina miała 2836 mieszkańców. Natomiast według danych z 31 grudnia 2017 roku gminę zamieszkiwało 2767 osób.
Miejsce w województwie (na 114 gmin):

powierzchnia 92., ludność 109.

## Położenie
Sąsiednie gminy:
- Świdwin (miejska) i Świdwin (powiat świdwiński)
- Drawsko Pomorskie (powiat drawski)
- Łobez (powiat łobeski)

W latach 1975–1998 gmina administracyjnie należała do województwa koszalińskiego.
Gmina stanowi 10,1% powierzchni powiatu.

## Demografia
Według danych z 31 grudnia 2016 r. gmina miała 2836 mieszkańców. Gminę zamieszkuje 5,9% ludności powiatu. Gęstość zaludnienia wynosi 25,6 osoby na km².

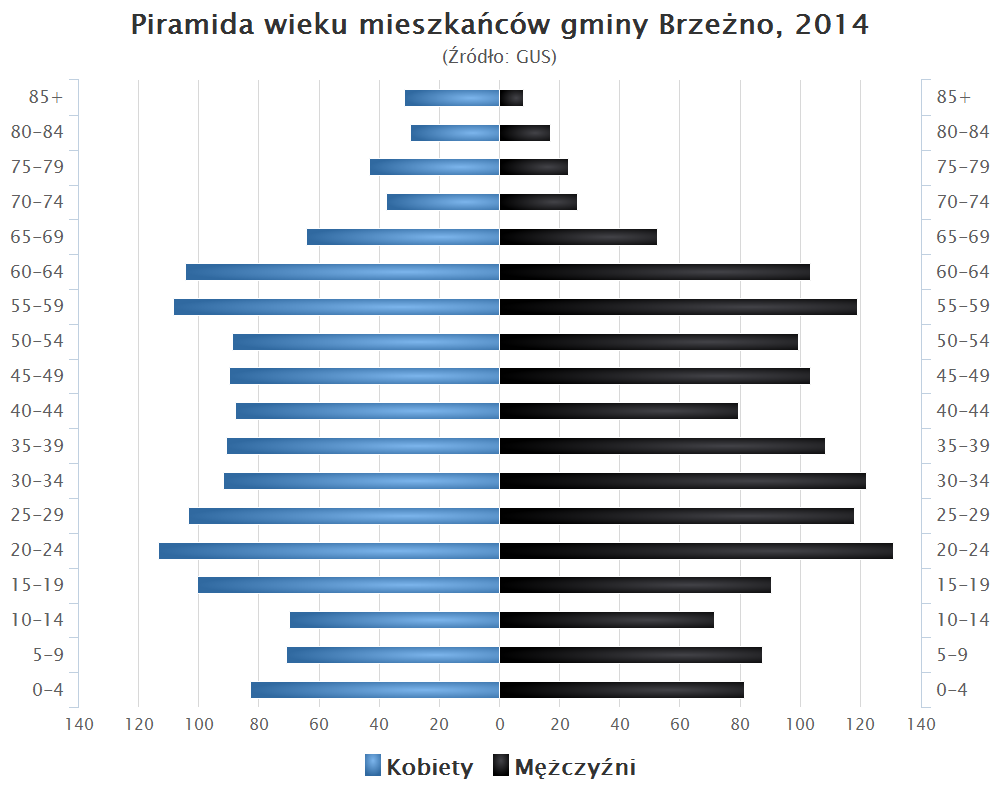
Piramida wieku mieszkańców gminy Brzeżno w 2014 roku

Dane z 31 grudnia 2017 roku.
| Opis                              | Ogółem | Ogółem | Kobiety | Kobiety | Mężczyźni | Mężczyźni |
| --------------------------------- | ------ | ------ | ------- | ------- | --------- | --------- |
| jednostka                         | osób   | %      | osób    | %       | osób      | %         |
| populacja                         | 2 767  | 100    | 1 370   | 49,5    | 1 397     | 50,5      |
| gęstość zaludnienia (mieszk./km²) | 26     | 26     | 12      | 12      | 14        | 14        |

## Przyroda i turystyka
Gmina leży na Pojezierzu Drawskim. Przez zachodnie i południowe obrzeża gminy przepływają rzeki Rega i jej dopływ, Stara Rega dostępne dla turystyki kajakowej. We wschodniej części gminy został wytyczony zielony szlak turystyczny. Tereny leśne zajmują 28% powierzchni gminy, a użytki rolne 62%.

## Ochrona przyrody
Na terenie gminy znajdują się:
- OSO Natura 2000 PLB320019 Ostoja Drawska
- SOO Natura 2000 PLH320049 Dorzecze Regi
- Zespół przyrodniczo-krajobrazowy „Karsibór”
- Obszar Chronionego Krajobrazu Pojezierze Drawskie

## Infrastruktura i transport
Przez gminę Brzeżno prowadzą drogi wojewódzkie: nr 151 łącząca Słonowice ze Świdwinem (9 km) i Łobzem (12 km) oraz nr 162 przez Brzeżno do Świdwina (9 km) i do wsi Zarańsko (16 km) – 6 km przed Drawskiem Pomorskim.
Przez gminę nie prowadziły tory kolejowe, natomiast były (i są) one w sąsiednich gminach.
W gminie czynny jest 1 urząd pocztowy: Brzeżno k. Świdwina (nr 78-316).

## Zabytki
Słonowice:
- kościół z murem pruskim
- zabytkowa dzwonnica

## Administracja i samorząd
W 2016 r. wykonane wydatki budżetu gminy Brzeżno wynosiły 11,5 mln zł, a dochody budżetu 12,9 mln zł. Zobowiązania samorządu (dług publiczny) według stanu na koniec 2016 r. wynosiły 2,3 mln zł, co stanowiło 17,7% poziomu dochodów.
Gmina Brzeżno jest obszarem właściwości Sądu Rejonowego w Białogardzie, jednakże sprawy wieczystoksięgowe, sprawy z zakresu prawa karnego, karnego skarbowego i sprawy wykroczeniowe są rozpatrywane przez wydziały zamiejscowe sądu w Świdwinie. Sprawy z zakresu prawa pracy oraz sprawy gospodarcze są rozpatrywane przez Sąd Rejonowy w Koszalinie. Gmina jest obszarem właściwości Sądu Okręgowego w Koszalinie. Gmina (właśc. powiat świdwiński) jest obszarem właściwości miejscowej Samorządowego Kolegium Odwoławczego w Koszalinie.
Mieszkańcy gminy Brzeżno razem z mieszkańcami gminy wiejskiej Świdwin wybierają 3 radnych do Rady Powiatu w Świdwinie, a radnych do Sejmiku Województwa Zachodniopomorskiego w okręgu nr 3. Posłów na Sejm wybierają z okręgu wyborczego nr 40, senatora z okręgu nr 99, a posłów do Parlamentu Europejskiego z okręgu nr 13.
Sołectwa gminy Brzeżno: Brzeżno, Chomętowo, Karsibór, Koszanowo, Pęczerzyno, Półchleb, Przyrzecze, Rzepczyno, Słonowice, Więcław i Wilczkowo.

## Miejscowości
WsieBrzeżno, Chomętowo, Karsibór, Koszanowo, Mulite, Pęczerzyno, Półchleb, Przyrzecze, Rzepczyno, Słonowice, Więcław
OsadyChomętówko, Grąbczewo, Grądzkie, Kłącko, Krajewo, Miłoszewice, Pęczerzyński Młyn, Sonino, Wilczkowo